# Club Atlético, Social y Deportivo Mataderos
El Club Atlético, Social y Deportivo Mataderos, más conocido como Mataderos es una entidad que tiene su sede en Necochea, en la provincia Buenos Aires, Argentina. Fue fundado el 1 de julio de 1941. Juega de local en el estadio Gustavo Atilio Portugal nombre del recordado y querido ídolo de la institución.
Tuvo un pasaje por la Torneo Argentino B de Argentina en la temporada 1995/96. Luego de su descenso no pudo volver a pelear el ascenso por problemas económicos.
Actualmente milita en  la Liga Necochense de fútbol, donde obtuvo cinco títulos.
Además del fútbol, también se practica Básquet, Boxeo, Bochas, Bowling, Ciclismo, Atletismo, Vóley, entre otras.

## Estadio e Historia
El Club Atlético, Social y Deportivo Mataderos se fundó el 1 de julio de 1941.El color rojo o colorado, que identifica a la institución. No se sabe si fue por la vestimenta con la cual contaban en ese momento era de ese color, o como comentan algunos veteranos vecinos y que es la que más nos gusta a nosotros, que fue en alusión a la sangre que se derramaba en sus tareas cotidianas en el Matadero y porque además es el color que identifica a la pasión.
Su estadio es llamado Gustavo Atilio Portugal debido a que es el ídolo de la institución.
En 1995 comienza su serie más importante de logros en este deporte, obteniendo su primer campeonato en primera división. También se consagró campeón de los torneos oficiales de 1996 y 1997. 
Su logro más significativo se produjo el 14 de abril de 1996, cuando obtiene el título de campeón del primer torneo "Argentino B" edición 1995/96, organizado por el Consejo Federal de la Asociación del Fútbol Argentino (A.F.A.) representando a la Liga Necochea de Fútbol, en una tarde memorable para la rica historia del fútbol de la ciudad, donde una verdadera multitud de personas fueron testigos y disfrutaron de tan preciado triunfo. A consecuencia de este logro, en forma inmediata se debió participar en uno de los hexagonales finales del Torneo Argentino "A".

## Palmarés
Liga Necochense de fútbol (4): 1995, 1996, 2006, 2013.
- Datos: Q56316350